# Cartman a une sonde anale
Vous lisez un « bon article » labellisé en 2012.
Cartman a une sonde anale (Cartman Gets an Anal Probe en version originale) est le premier épisode et le pilote de la série animée South Park. Il est diffusé pour la première fois sur la chaîne de télévision Comedy Central aux États-Unis le 13 août 1997.
L'épisode met en scène des enfants, Eric Cartman, Kyle Broflovski, Stan Marsh, Wendy Testaburger, et Kenny McCormick, qui tentent de sauver Ike, le petit frère de Kyle, qui est enlevé par des visiteurs.
Lors de la réalisation de l'épisode, les créateurs de South Park, Trey Parker et Matt Stone, n'avaient pas signé de contrat avec Comedy Central ; n'ayant donc aucun budget, ils utilisèrent la technique du stop motion avec du papier découpé. Parker a expliqué par la suite que la chaîne avait cédé face à la « pression » d'Internet, où les courts métrages réalisés par les deux hommes ont rencontré un franc succès. Cartman a une sonde anale est ainsi le seul épisode de South Park n'ayant pas eu recours à l'utilisation de l'informatique.
En réaction au tournant conservateur que connurent les États-Unis dans les années 1980-1990, South Park est délibérément provocateur. Une grande partie de l'humour de Cartman a une sonde anale, provient de la juxtaposition de l'innocence d'un enfant et du comportement brutal présenté par les personnages adultes. Cet épisode a aussi recours au registre carnavalesque : il fait appel à l'humour, aux réactions physiologiques excessives et à des jeux de mots qui remettent en question les discours officiels et renversent les structures sociales.
Les critiques de l'épisode ont été généralement négatives, en raison de l'obscénité gratuite présentée et des attentes envers la série, jugée moins complexe et nuancée que d'autres séries animées telles que Les Simpson ou Beavis et Butt-Head. Lorsque l'épisode a été diffusé pour la première fois au Canada, une partie du contenu, jugé non-adapté, a été coupé ; il a été restauré lors des rediffusions.

## Origines

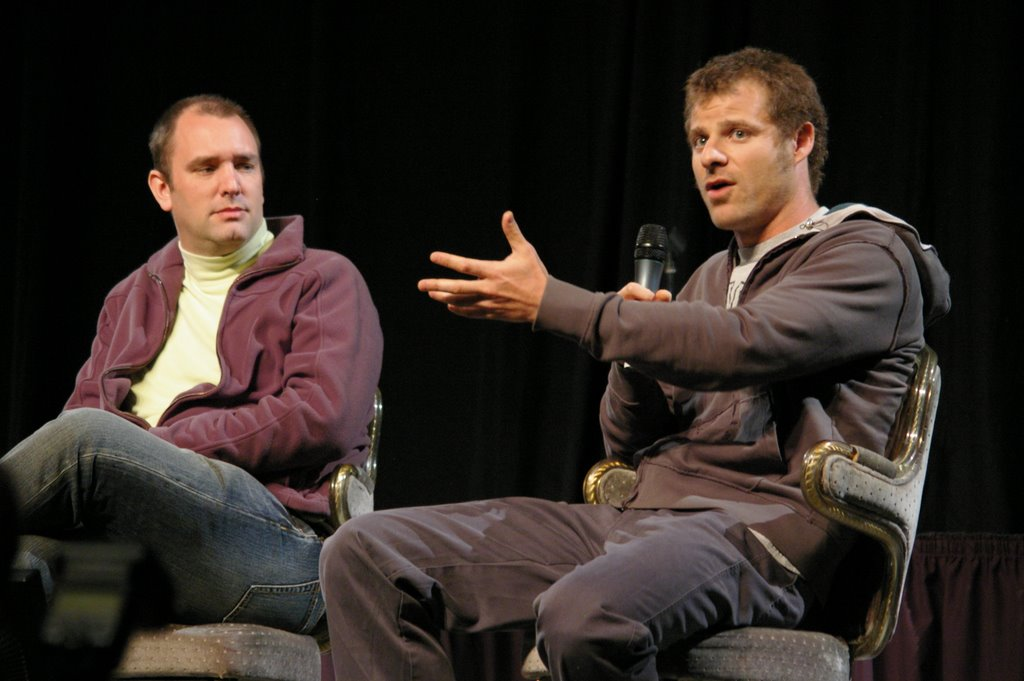
Les deux créateurs de la série South Park, Matt Stone (à droite) et Trey Parker, ici en 2007, ont d'abord étudié ensemble à l'Université du Colorado.

Les origines de South Park remontent en 1992 lorsque Trey Parker et Matt Stone, alors étudiants à l'Université du Colorado, créent un court-métrage sur le thème de Noël, appelé Jesus vs Frosty. Le budget étant petit, le court-métrage Jesus vs Frosty a été fait assez grossièrement ; on peut y reconnaître les prototypes des personnages principaux de South Park. Le directeur exécutif de la Fox Broadcasting Company (FOX), Brian Graden, voit le film en 1995. Il contacte alors Parker et Stone pour leur demander de créer un deuxième court-métrage qu'il pourrait envoyer comme carte de Noël à des amis. Intitulé The Spirit of Christmas, aussi connu sous le titre de Jesus vs Santa, le court-métrage semble être plus fidèle à l'esprit qu'a ensuite la série. Populaire, la vidéo est alors largement diffusée, à la fois à l'aide de copies et par Internet. Alors que les courts-métrages commencent à être perçus comme des concepts de séries télévisées potentielles, Parker et Stone développent leur univers, centré sur la ville de South Park avec les personnages de leur premier court-métrage.
South Park est en partie une réaction aux guerres culturelles américaines des années 1980-1990, période durant laquelle la maternité de Murphy Brown, la sexualité de Tinky Winky ou encore les valeurs familiales des Simpson ont été largement débattues. La guerre culturelle, et plus particulièrement le politiquement correct, se sont nourris du sentiment qu'avec un relativisme de plus en plus présent dans la vie de tous les jours, les valeurs « sérieuses » et « traditionnelles » perdent du terrain aux États-Unis. D'après Stephen Groening, spécialiste de la culture moderne, « la renommée de South Park s'est faite par son caractère grossier, approximatif, vulgaire, offensant et potentiellement dangereux » en éludant le débat de valeurs. Ses détracteurs affirment que Stan, Kyle, Kenny et Cartman ne sont pas de bons modèles pour la jeunesse, alors que ses défenseurs évoquent la liberté d'expression.

## Contenu

### Synopsis
Quatre enfants, Stan, Kyle, Cartman et Kenny, attendent à l'arrêt de bus de leur école. Arrive alors Ike, le petit frère de Kyle, avec l'intention de suivre son grand frère, mais ce dernier le lui interdit. Cartman raconte ensuite un rêve durant lequel des extraterrestres le kidnappent. Ses camarades essayent alors de lui faire croire que d'autres évènements de ce genre ont déjà eu lieu, les aliens seraient alors des « visiteurs », mais Cartman refuse de les croire. Chef, le cuisinier de l'école, arrive et parle des aliens aux enfants, il évoque l'histoire des sondes anales extraterrestres, ce que Cartman dément. Alors que les enfants prennent le bus scolaire, le frère de Kyle est kidnappé par les visiteurs sous les yeux des quatre garçons.
À l'école, Cartman se met à « péter » du feu et Kyle tente de convaincre son professeur, M. Garrison de le laisser sauver son frère. À la cantine, Wendy, la petite amie de Stan, lui donne un rendez-vous près de la mare de Stark. Plus tard, alors que les enfants discutent avec Chef, une machine sort de l'anus de Cartman. Persuadé qu'il s'agit d'une sonde anale (en), Chef aide les enfants à secourir Ike en déclenchant l'alarme incendie. Une fois dehors, Cartman tente de convaincre ses amis que ce qu'il lui est arrivé n'était qu'un rêve. C'est alors qu'un faisceau lui tombe dessus et il se met à chanter et danser. Kyle décide alors de parler au corps de Cartman en espérant que les visiteurs lui rapportent Ike. Cela fonctionne : un vaisseau spatial approche mais tire sur Kenny, qui est propulsé sur la route et se fait écraser par des vaches et par la voiture de police de l'officier Barbrady.
Alors que Cartman rentre chez lui, Stan et Kyle vont voir Wendy près de la mare et lui racontent ce qui leur arrive. Elle leur conseille d'aller voir Cartman, car il semble « lié » aux visiteurs. Ils vont chercher Cartman, qu'ils attachent à un arbre afin qu'il ne soit pas enlevé. Peu après, une antenne de radiotélescope sort de son anus. Le vaisseau spatial réapparaît et Ike saute du vaisseau pour rejoindre son frère mais Cartman est à son tour enlevé. Entre-temps, les visiteurs communiquent avec un troupeau de vaches. Le lendemain, alors que Kyle et Stan attendent à l'arrêt de bus, Cartman s'écrase juste à côté d'eux. Sans paraître s'apercevoir qu'il vient de tomber du ciel, il dit avoir fait un cauchemar. Il leur raconte alors les faits de la veille.

### Analyse

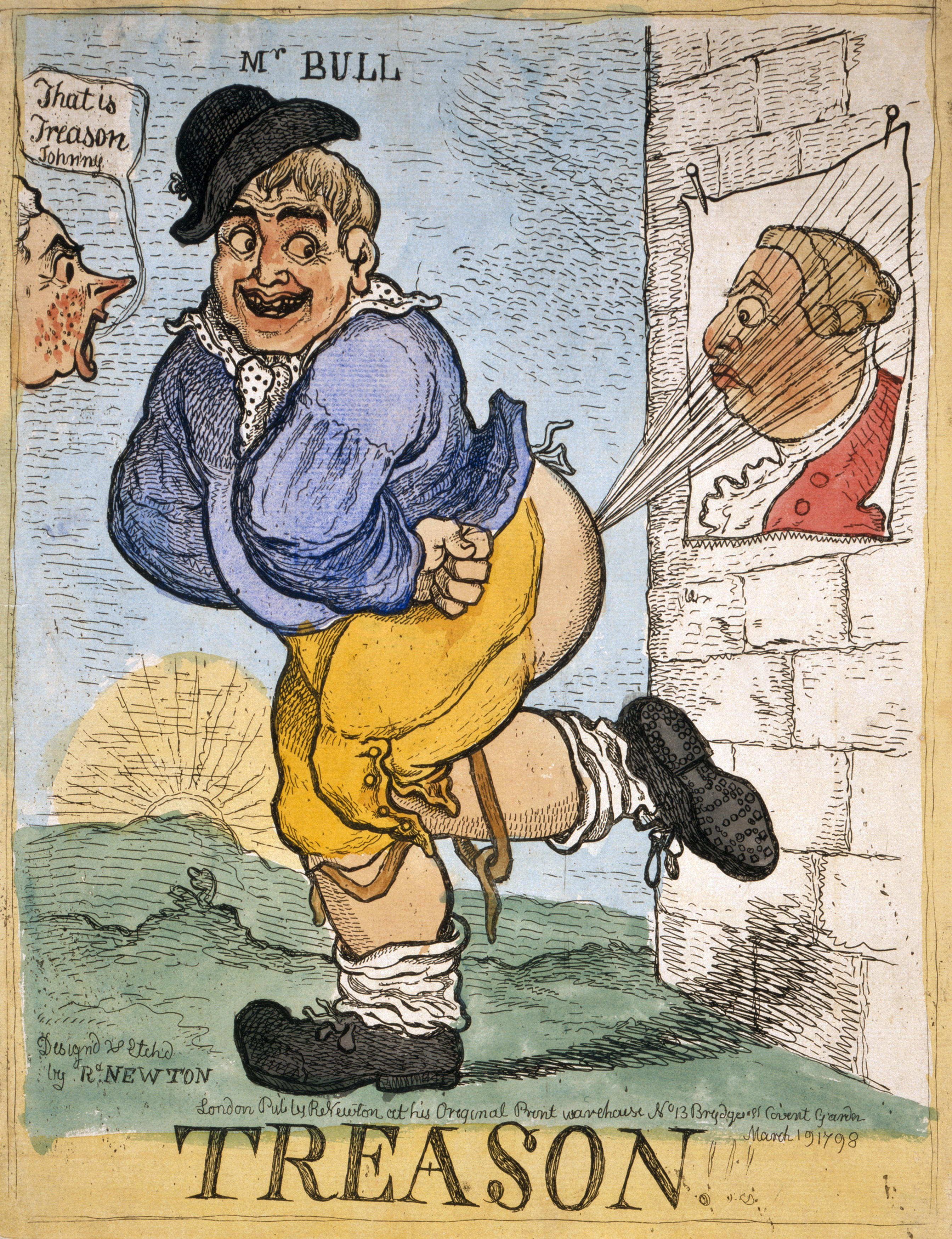
South Park reprend notamment la tradition humoristique des pets, utilisée depuis longtemps, comme ici dans une caricature datant de 1798.

Parlant de la série en général, Teri Fitsell, journaliste pour le quotidien néo-zélandais The New Zealand Herald écrit que « South Park est une satire vicieuse de la société qui repose non sur l'immoralité de ces enfants mais sur leur amoralité, la mettant en rapport avec l'hypocrisie convenue des adultes qui les entourent ». Souvent comparée à des séries animées comme Les Simpson et Les Rois du Texas, South Park a, selon Tom Lappin du journal Scotland on Sunday, un côté malveillant non dissimulé qui la distingue des autres, par exemple avec les morts régulières de Kenny.
L'humour repose sur l'écart qu'il existe entre l'aspect attendrissant des enfants et leur comportement brut,. Cependant, Parker et Stone déclarent dans une interview que le langage employé est réaliste : « Il y a tant de séries où les enfants sont gentils et mignons, ça ne représente pas la réalité... Les gens ne se souviennent-ils pas comment ils étaient au primaire ? Nous étions de petits salauds ». Frederic Biddle, du Boston Globe, remarque que la série « joue constamment sur l'univers du primaire pour mettre à mal la morale, avec un succès certain ». Il évoque par exemple Kenny, qui représente les classes populaires qui sont condamnées au silence, qui est tué à chaque épisode. Claire Bickeley, du Toronto Sun, écrit que « la série révèle le mélange d'innocence et de perversité qui peut exister dans la personnalité des enfants de cet âge ». Par exemple, Kyle rappelle à Stan qu'il doit « faire l'amour langoureusement devant la cheminée », une phrase qu'il tient de Chef. Dans une étude sur l'humour lié aux pets, Jim Dawson explique comment le développement des séries animées pour adultes dans les années 1990 a permis aux scénaristes de créer des Ren et Stimpy, Les Simpson et Beavis et Butt-Head, qui s'autorisent un humour similaire. En commençant avec Cartman a une sonde anale, South Park entretient ainsi la tradition.
L'épisode emploie cette notion que le théoricien de la littérature Mikhaïl Bakhtine a appelé le carnavalesque. Le style se compose de quatre éléments essentiels : l'humour, la violence, les jeux de mots et l'inversion des milieux sociaux. L'obésité de Cartman et son incapacité à contrôler ses pets illustrent l'aspect grotesque. Les garçons jurent tout au long de l'épisode ; en utilisant des mots et des expressions tels que « gros cul » ou « godemichet », ils illustrent les limites du langage approprié. Enfin, la structure sociale de la ville est inversée ; en effet, l'épisode se concentre sur la connaissance que les quatre garçons ont des visiteurs plutôt que les adultes, ignorants et incompétents, à l'image de l'officier Barbrady. En outre, les visiteurs perçoivent les vaches comme les êtres dominants de la Terre, ce qui a pour conséquence d'inverser l'ordre du règne des espèces.
South Park utilise de nombreuses musiques. Par exemple, Cartman chante une partie de Fou de jazz, une des Merrie Melodies de Tex Avery, lorsqu'il est frappé par un faisceau de l'OVNI. Cet épisode utilise également, dans un autre style, le thème de l'amour du Roméo et Juliette de Tchaïkovski.

## Mort de Kenny
Cette section ne s'appuie pas, ou pas assez, sur des sources secondaires ou tertiaires indépendantes du sujet.

Pour l'améliorer, ajoutez-en, ou placez des modèles {{Source secondaire souhaitée}} ou {{Source secondaire nécessaire}} sur les passages mal sourcés. (février 2025)
Étant le premier épisode, il est celui où Kenny meurt pour la première fois. Ainsi, lorsque les enfants expliquent à Chef que le petit frère de Kyle s'est fait enlever par des Visiteurs lors de leur trajet en bus quotidien, Chef ayant vu la sonde de Cartman renforçant sa croyance des aliens, active l'alarme incendie pour que les quatre enfants puissent récupérer Ike. Une fois dehors, malgré le fait que Cartman se soit mis à chanter I love to singa, il ne croit toujours pas au « bêtises » de ses amis et c'est alors que la soucoupe arrive. Kyle, pris d'un élan de colère, jette un caillou dessus. À ce moment elle tire sur Kenny qui tombe au milieu de la route et les deux amis disent en cœur « Oh mon dieu, ils ont tué Kenny ! Espèce d'enfoirés ! », mais il se relève puis se fait charger par un troupeau de vaches et se relève une dernière fois pour enfin se faire écraser par Barbrady. Pour prouver à Cartman que ce qu'il ont vu est vrai, Kyle et Stan frappent le cadavre avec un bâton et séparent la tête du corps. Il se fera enfin manger par des rats, animaux récurrents de la série.

## Réalisation et diffusion

### Production
L'épisode est écrit et créé par Matt Stone et Trey Parker sur un budget de 300 000 dollars. Tout comme L'Esprit de Noël, l'épisode est réalisé grâce à la stop motion avec du papier découpé. Cette technique consiste à utiliser des centaines de bouts de papier, dont des personnages et des bouches préconçus, et de photographier, image par image, chaque séquence de l'épisode à l'aide d'une caméra aérienne. Les dialogues sont enregistrés dans un second temps. Des assistants ont aidé Stone et Parker dans le découpage et le collage, tandis que l'animation a été principalement faite par Parker, Stone et le directeur de l'animation, Eric Stough,. La réalisation de l'épisode a nécessité entre trois mois et trois mois et demi de travail. La réalisation a parfois été simplifiée avec l'objectif pragmatique de gagner du temps ; ainsi, les personnages ne se déplacent pas durant les dialogues. L'animation a été effectuée durant l'été 1996 dans une petite pièce des Celluloid Studios à Denver,. D'autres techniques d'animation furent utilisées ; par exemple, la création du ciel étoilé a été réalisée avec des trous dans du carton noir éclairé par derrière.

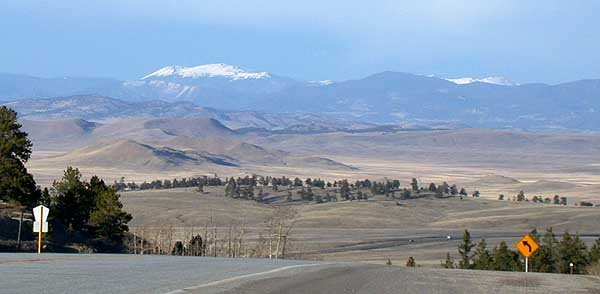
Paysage des environs de South Park, ville fantôme du Colorado ayant inspiré les créateurs de la série.

À l'origine, l'épisode pilote devait durer 28 minutes, mais Parker et Stone ont dû le réécrire afin de le réduire aux 22 minutes demandées par Comedy Central. Par exemple, dans le pilote original, Cartman « pète » du feu car il a mangé des tamales épicés de Chef, tandis que dans la version abrégée, il le fait à cause de sa sonde anale.
Le choix du nom de « South Park » vient de la ville fantôme du même nom, dans le Colorado, où, selon Parker et Stone, beaucoup d'évènements surnaturels se seraient produits, comme des apparitions d'OVNI et de Bigfoot ainsi que des mutilations de bétail. Initialement, Stone et Parker souhaitaient que des évènements de ce genre se produisent fréquemment dans la série, mais ils renoncèrent à l'idée car ils ne voulaient pas que la série ressemble à une parodie de la série de science-fiction X-Files. Cependant, ils décidèrent de dissimuler des visiteurs dans le décor de certains épisodes, une tradition remontant au film Cannibal! The Musical, créé un an avant la série par les deux compères.
Cartman a une sonde anale n'a pas eu de bons résultats d'audience, les cadres de Comedy Central n'étaient pas convaincus d'acheter une saison. Toutefois, comme les épisodes de L'Esprit de Noël, l'épisode fut très apprécié sur Internet, Parker et Stone ont alors eu une deuxième chance avec un deuxième épisode à écrire. Le duo écrit Muscle Plus 4000 dont le script plut à la chaîne qui décide de s'engager pour une première saison, sous la pression exercée par Parker et Stone qui n'écriraient plus pour eux si Comedy Central ne signait pas une saison d'au moins six épisodes.

### Diffusion et réception
L'épisode est diffusé pour la première fois sur la chaîne Comedy Central aux États-Unis le 13 août 1997 à 22 h EDT. Au Canada, South Park était originellement prévu pour être diffusé en prime time après Seinfeld sur la chaîne Global TV, dans une version censurée. Les blagues sur les godemichets et les scènes où Kyle frappe son frère ont été supprimées. Après des plaintes émises par des téléspectateurs (et ce malgré les éléments censurés), la série a été déplacée à minuit et les parties censurées restaurées.
La première diffusion de Cartman a une sonde anale s'est vu gratifiée d'une note de 1,3 sur l'échelle de Nielsen, ce qui équivaut à 980 000 foyers, chiffre élevé pour un programme d'une chaîne câblée aux États-Unis en 1997. En avril 2007, le New Zealand Herald parle de succès énorme pour ce premier épisode même si, à l'époque, l'épisode avait reçu des critiques négatives, surtout pour son contenu obscène et son manque de fond,,.
Dans une des rares critiques positives, Eric Mink, dans le New York Daily News, fait les louanges de l'univers de South Park ainsi que des différents personnages qui y évoluent. Il s'attarde sur Cartman, qui, pour lui, est « le plus saisissant de la bande, », voyant en lui « un vieil homme aigri dans le corps d'un enfant de huit ans,. » En France, l'accueil est plutôt mitigé après la diffusion de l'épisode sur Canal+ le 17 juillet 1998, pour à peu près les mêmes raisons que la presse anglophone,.
Trois VHS de South Park sont sorties le 5 mai 1998 aux États-Unis — c'était la première fois que des épisodes de la série étaient disponibles à l'achat. L'épisode fait également partie du DVD de la première saison, disponible depuis le 12 novembre 2002 en région 1, le 22 octobre 2007 en région 2 et le 4 octobre 2007 en région 4,. Pour chaque épisode, Parker et Stone avaient enregistré des commentaires, mais ceux-ci n'étaient pas inclus dans le DVD en raison des déclarations du duo. Les auteurs ayant refusé la suppression ou la modification des pistes, le DVD a alors inclus un CD uniquement prévu à cet effet. Depuis 2008, tous les épisodes de South Park sont disponibles en streaming légal dans certains pays sur le site officiel SouthParkStudios.com.

### Citations originales
1. ↑  « the most vibrant of the bunch. »
2. ↑  « a bitter old man living in an 8-year-old's body. »